# Stryker
Stryker er en familie af pansrede kampkøretøjer der bruges af den amerikanske hær. De har otte hjul, der alle trækker køretøjet.
Stryker er baseret på det canadiske LAV III kampkøretøj, der igen er baseret på schweiziske Mowag Piranha.
Stryker er opkaldt efter to amerikanske soldater der modtog Medal of Honor i henholdsvis 2. verdenskrig og vietnamkrigen, Stuart S. Stryker og Robert F. Stryker.

## Historie
Stryker bruges i såkaldte Stryker brigade enheder, som er en relativt ny ide i det amerikanske forsvar, og som bygger på en nyere doktrin der kaldes Brigade Combat Team Doctrine. En ny generation af køretøjer, så som Stryker, skal forbindes digitalt gennem militærets "internet", C4I netværket. Det sker for at enhederne hurtigt kan reagere på fjendtlige styrker, og for at forbedre det samlede taktiske overblik på alle led i kommandovejen. Ideen om Stryker brigaderne er udviklet af general Eric Shinseki, der tjente som hærchef fra 1999 til 2003.
Stryker brigaderne blev første gang udsendt til Irak i oktober 2003.

## Mission
- Stryker køretøjerne udfylder en rolle i den amerikanske hær, der ligger imellem tunge og lette køretøjer. De er et forsøg på at skabe et køretøj der kan fragte infanteri til kamppladsen hurtigt i relativ sikkerhed. De har overtaget disse opgaver fra tidligere lette mekaniserede brigader, og dermed givet mere kampkraft og bedre beskyttelse.

- Stryker bruger sin fart og manøvredygtighed i stedet for panser som beskyttelse imod tunge våben. De kan ikke kæmpe imod tungt pansrede mål, men er afhængige af andre våbensystemer ved trusler fra sådanne. Øvelser har vist at en Stryker brigade dog godt kan holde stand imod konventionelle kampvogne, ved at bruge ukonventionelle taktikker og infanterister med panserværnsvåben, men sådanne situationer vil nok forsøges undgået fordi de vil føre til høje tabstal.

- Stryker brigaderne skal være strategisk mobil, det vil sige at de skal kunne bevæge sig hurtigt over lange afstande.

## Beskyttelsesforanstaltninger
Pansringen er opgraderet fra Mowag Piranha modellens, og kan stoppe projektiler fra 14,5 mm maskingeværer. Panseret er mere modstandsdygtigt, men vejer mindre end på Piranhaen. Detaljer om pansringen er klassificeret.
Det automatiske ildslukningssystem har adskillige varmesensorer i motoren og mandskabsrummet. Ved brand aktiveres den nærmeste brandslukningsflaske.
Brændstoftanke er placeret eksternt for at mindske brandfaren for personellet ved brand eller eksplosion.
Stryker køretøjer der er udsendt til Irak har normalt en ekstra beskyttelse imod fjendtlige RPG granater, i form af et gitter der omgiver køretøjet, og kan ødelægge sprænghovedet før det rammer panseret, ved at klemme granatens spidse næse sammen.

## Varianter
Stryker er designet til at være modulær, og understøtter en lang række udskiftelige dele, så der kan laves forskellige varianter. Der er to forskellige karosserier, et til PMV modeller og et til montering af våbensystemer, PMV modellen er lettest, mens det andet er tungt for at kunne understøtte  en 105 mm kanon, en letvægtsudgave af kanonen der bruges på M1 Abrams kampvognen. Kanonen har autoladning og rekylreduktion, hvilket er sjældent for kampvognskanoner.
Følgende versioner er i brug:
- M1126 Infantry Carrier Vehicle (ICV) – Pansret mandskabsvogn
- M1127 Reconnaissance Vehicle (RV) – Opklaringskøretøj
- M1128 Mobile Gun System (MGS) – Kanonbevæbnet kampkøretøj
- M1129 Mortar Carrier (MC) – Bevæbnet med en 120 mm mortér
- M1130 Command Vehicle (CV) – Kommandokøretøj
- M1131 Fire Support Vehicle (FSV) – Ildstøttekøretøj
- M1132 Engineer Support Vehicle (ESV) – Ingeniørkøretøj
- M1133 Medical Evacuation Vehicle (MEV) – Ambulance
- M1134 Anti-Tank Guided Missile (ATGM) – Bevæbnet med TOW missiler
- M1135 Nuclear, Biological, Chemical Reconnaissance Vehicle (NBC RV) – Beskyttet mod kemiske-, biologiske- og atomvåben